# Valpuiseaux
Valpuiseaux är en kommun i departementet Essonne i regionen Île-de-France i norra Frankrike. Kommunen ligger i kantonen Étampes som tillhör arrondissementet Étampes. År 2022 hade Valpuiseaux 621 invånare.

## Befolkningsutveckling
Antalet invånare i kommunen Valpuiseaux
| Referens: INSEE |